# 祕瓊
祕瓊（？—937年），五代十国后晋官员，镇州平山人。
祕瓊父亲祕弘遇，因善射担任本军偏校，官至庆州刺史。祕瓊有勇。清泰年间，董温琪为镇州成德节度使，擢祕瓊为衙内指挥，作为心腹。董温琪被契丹俘虏，祕瓊杀害董温琪全家，载其尸，挖了一个大坑把他们全家埋葬。董温琪在任贪暴，聚集的钱财被祕瓊藏到自己其家，自称留后。石敬瑭即位，派遣安重榮为成德节度使，授祕瓊齐州防御使。安重荣与契丹国趙思溫同行，部曲很多，祕瓊不敢拒命，于是带着钱财，路过邺都赴任。邺帅范延光将反，派遣牙将范邺持信勾结祕瓊，祕瓊不做答复。天福二年正月，范延光得知祕瓊过境，暗中派精骑在夏津杀死祕瓊，灭其家口，一行金宝侍伎，全被范延光占有。